# Гембі-Бридж (Північна Кароліна)
Гембі-Бридж (англ. Hemby Bridge) — місто (англ. town) в США, в окрузі Юніон штату Північна Кароліна. Населення — 1614 особи (2020).

## Географія
Гембі-Бридж розташоване за координатами 35°6′17″ пн. ш. 80°37′42″ зх. д. / 35.10472° пн. ш. 80.62833° зх. д. (35.104728, -80.628328).  За даними Бюро перепису населення США в 2010 році місто мало площу 6,18 км², з яких 6,08 км² — суходіл та 0,10 км² — водойми.

## Демографія
Згідно з переписом 2010 року, у місті мешкало 1520 осіб у 562 домогосподарствах у складі 427 родин. Густота населення становила 246 осіб/км².  Було 594 помешкання (96/км²).
Расовий склад населення:
| - 88,3 % — білих - 7,2 % — чорних або афроамериканців - 1,2 % — азіатів - 0,9 % — корінних американців - 1,1 % — осіб інших рас |

До двох чи більше рас належало 1,3 %. Частка іспаномовних становила 4,4 % від усіх жителів.
За віковим діапазоном населення розподілялося таким чином: 24,3 % — особи молодші 18 років, 61,0 % — особи у віці 18—64 років, 14,7 % — особи у віці 65 років та старші. Медіана віку мешканця становила 39,6 року. На 100 осіб жіночої статі у місті припадало 98,7 чоловіків;  на 100 жінок у віці від 18 років та старших — 95,9 чоловіків також старших 18 років.
Середній дохід на одне домашнє господарство  становив 59 192 долари США (медіана — 48 977), а середній дохід на одну сім'ю — 72 663 долари (медіана — 63 438). Медіана доходів становила 39 000 доларів для чоловіків та 36 250 доларів для жінок. За межею бідності перебувало 9,3 % осіб, у тому числі 13,9 % дітей у віці до 18 років та 8,2 % осіб у віці 65 років та старших.
Цивільне працевлаштоване населення становило 702 особи. Основні галузі зайнятості: роздрібна торгівля — 21,1 %, науковці, спеціалісти, менеджери — 15,5 %, виробництво — 13,2 %.